# Rhynchites slovenicus
Rhynchites slovenicus is een keversoort uit de familie Rhynchitidae. De wetenschappelijke naam van de soort is voor het eerst geldig gepubliceerd in 1954 door Purkyne.